# شکارگاه (فیلم)
شکارگاه (انگلیسی: The Hunting Ground) یک فیلم مستند به کارگردانی کربی دیک است که در سال ۲۰۱۵ منتشر شد.
این مستند به موضوع آزار جنسی در پردیس دانشگاه‌ها در ایالات متحده می‌پردازد.

## جوایز
ترانه این فیلم نامزد دریافت اسکار بهترین ترانه فیلم شد.